# 周公黒肩
周公黒肩（しゅうこうこくけん、生年不詳 - 紀元前694年）は、東周初期の周公。姓は姫、諱は黒肩。周の王族の一員で、周公旦の後裔とされる。

## 概要
紀元前707年、周の桓王が諸侯を率いて鄭を攻撃したとき、黒肩は周の左軍を率いた。この繻葛の会戦は周の敗北に終わった。紀元前694年、黒肩は周の荘王を弑して、その弟の王子克（儀叔克）を立てようと計画した。辛伯がこのことを荘王に告げると、荘王は黒肩を誅殺した。王子克は燕に亡命した。